# 1. divisjon w piłce nożnej
1. divisjon (1. dywizja), druga najwyższa klasa rozgrywkowa profesjonalnego futbolu w Norwegii, grająca systemem wiosna-jesień. W latach 2005–2013 nazywała się Adeccoligaen, która to firma (Adecco) stała się jej głównym sponsorem. Dwa pierwsze zespoły bezpośrednio awansują do Tippeligaen. Do 2010 roku trzy kolejne awansowały do baraży o grę w Tippeligaen w kolejnym sezonie, lecz w 2011 roku baraże zostały zniesione. Cztery ostatnie zespoły spadają do „2. divisjon” (3. ligi). Liga liczy 16 zespołów. Od 2015 roku liga nazywa się OBOS-ligaen (od sponsora). Nadchodzącym sezonem będzie sezon 2021.
Nazwy ligi:
- 1948–1951: 1. divisjon
- 1951–1962: Landsdelsserien
- 1963–1990: 2. divisjon
- 1991–2004: 1. divisjon
- 2005–2013: Adeccoligaen
- 2014: 1. divisjon
- od 2015: OBOS-ligaen

## Skład ligi w sezonie 2021

### Drużyny
W OBOS-ligaen w sezonie 2021 będzie występowało 16 drużyn.
| Uczestnicy poprzedniej edycji | Uczestnicy poprzedniej edycji | Uczestnicy poprzedniej edycji | Uczestnicy poprzedniej edycji |
| --- | ----------------------------- | ----------------------------- | ----------------------------- |
| Przegrani baraży o Eliteserien |                               |                               |                               |
| SOG | Sogndal                       | Sogndal                       | 3                             |
| RIL | Ranheim                       | Trondheim (Østbyen)           | 4                             |
| ÅSA | Åsane Fotball                 | Bergen (Åsane)                | 5                             |
| RAU | Raufoss IL                    | Raufoss                       | 6                             |
| Pozostałe drużyny |                               |                               |                               |
| SAN | Sandnes Ulf                   | Sandnes                       | 7                             |
| KFU | KFUM Oslo                     | Oslo (Nordstrand)             | 8                             |
| HAM | Hamarkameratene               | Hamar                         | 9                             |
| SIF | Strømmen IF                   | Strømmen                      | 10                            |
| JER | FK Jerv                       | Grimstad                      | 11                            |
| ULL | Ullensaker/Kisa IL            | Jessheim                      | 12                            |
| GRO | Grorud IL                     | Oslo (Grorud)                 | 13                            |
| Zwycięzca baraży o OBOS-ligaen |                               |                               |                               |
| STJ | IL Stjørdals-Blink            | Stjørdal                      | 14                            |
| Spadek z Eliteserien 2020 |                               |                               |                               |
| IKS | IK Start                      | Kristiansand                  | 15                            |
| AAL | Aalesunds FK                  | Ålesund                       | 16                            |
| Awans z PostNord-ligaen 2020 |                               |                               |                               |
| FRE | Fredrikstad FK                | Fredrikstad                   | 1 (g.1)                       |
| BFK | Bryne FK                      | Bryne                         | 1 (g.2)                       |
| Oznaczenia: - kolumna pierwsza – skróty nazw drużyn, - kolumna trzecia – siedziba klubu, - kolumna czwarta – miejsce zajęte w poprzednim sezonie. |                               |                               |                               |

Objaśnienia:

### Stadiony
| Lp. | Drużyna            | Stadion             | Ilość miejsc | Miejscowość         |
| --- | ------------------ | ------------------- | ------------ | ------------------- |
| 1.  | Aalesunds FK       | Color Line Stadion  | 10778        | Ålesund             |
| 2.  | Åsane Fotball      | Myrdal Gress        | 2180         | Bergen (Åsane)      |
| 3.  | Bryne FK           | Bryne Stadion       | 10000        | Bryne               |
| 4.  | Fredrikstad FK     | Fredrikstad Stadion | 12565        | Fredrikstad         |
| 5.  | Grorud IL          | Grorud Matchbane    | 1000         | Oslo (Grorud)       |
| 6.  | Hamarkameratene    | Briskeby Gressbane  | 7600         | Hamar               |
| 7.  | FK Jerv            | Levermyr Stadion    | 2500         | Grimstad            |
| 8.  | KFUM Oslo          | KFUM Arena          | 2000         | Oslo (Nordstrand)   |
| 9.  | Ranheim Fotball    | EXTRA Arena         | 3000         | Trondheim (Østbyen) |
| 10. | Raufoss IL         | Nammo Stadion       | 2500         | Raufoss             |
| 11. | Sandnes Ulf        | Øster Hus Arena     | 6043         | Sandnes             |
| 12. | Sogndal Fotball    | Fosshaugane Campus  | 5523         | Sogndal             |
| 13. | IK Start           | Sør Arena           | 14448        | Kristiansand        |
| 14. | IL Stjørdals-Blink | Sandskogan Stadion  | 1500         | Stjørdal            |
| 15. | Strømmen IF        | Strømmen Stadion    | 1800         | Strømmen            |
| 16. | Ullensaker/Kisa IL | Jessheim Stadion    | 4500         | Jessheim            |